# François Combefis

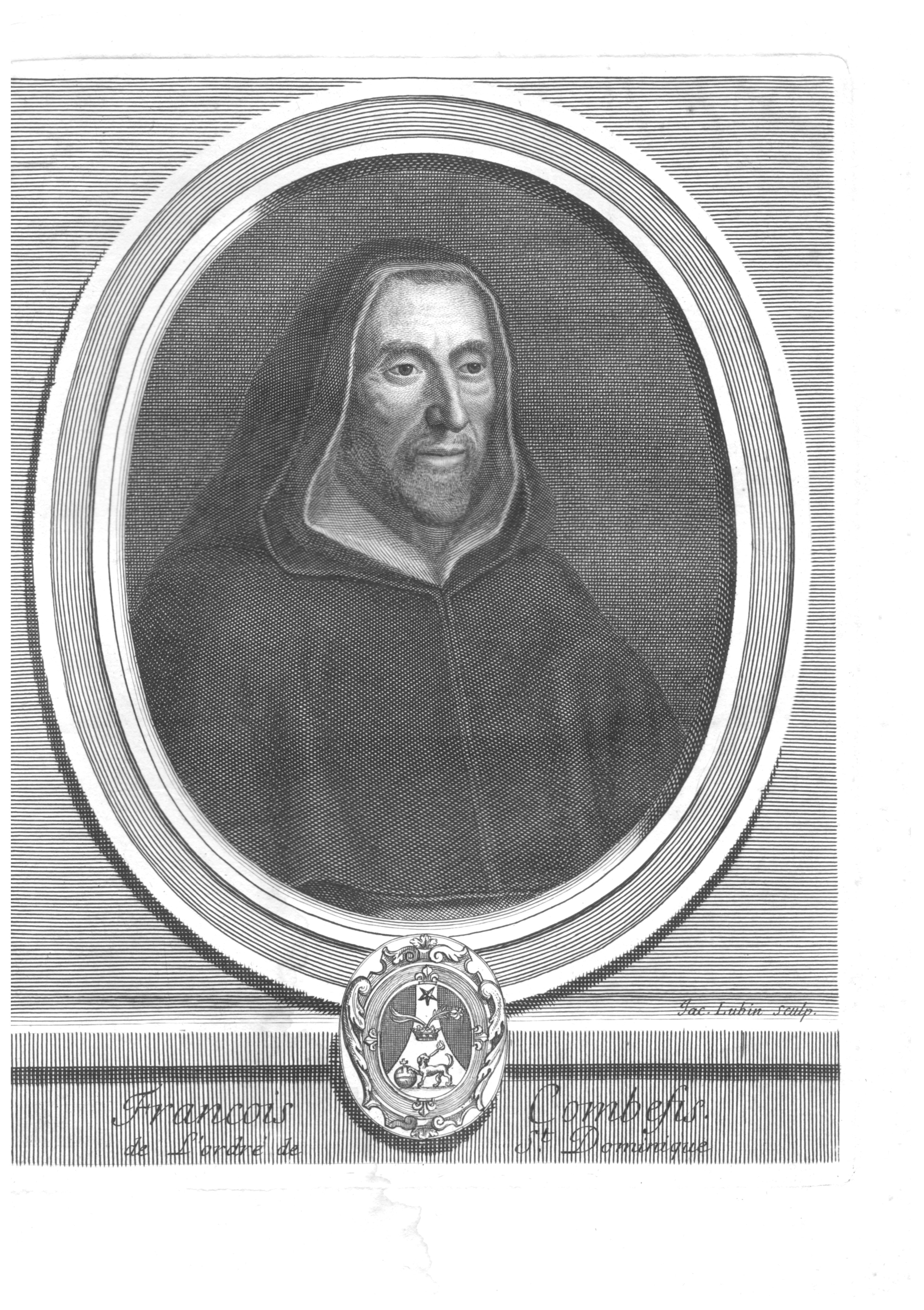
François Combefis

François Combefis (em latim: Combefisius; novembro de 1605 – 23 de março de 1679) foi um patrologista francês da Ordem dos Dominicanos. Ele publicou obras inéditas de João Crisóstomo.

## Biografia
Ele nasceu em Marmande e estudou no colégio jesuíta de Bordeaux antes de se juntar à Ordem dos Dominicanos em 1624. Após ter terminado seu curso de teologia, ele se tornou professor da disciplina e lecionou em muitos mosteiros da ordem.
Em 1640, ele foi transferido para Paris, onde ele se dedicou a publicar textos patrísticos ainda não publicados, permanecendo ali até a sua morte.

## Obras
Ele publicou com sucesso as obras de Anfilóquio de Icônio, Metódio de Olimpos e de André de Creta, além de algumas obras de João Crisóstomo inéditas na época. Em 1648, ele lançou o Novum Auctarium Graeco-Latinae Bibliothecae Patrum (em duas partes), uma obra exegética e histórico-dogmática.
A Historia haeresis monothelitarum sanctaeque in cam sextae synodi actorum vindiciae, que era uma seção histórica desta obra, foi criticada em Roma, principalmente por estar em conflito com as opiniões de Belarmino e Barônio. Em um sínodo de bispos franceses, realizado em Paris em 1655, ele conseguiu um subsídio para conseguir manter a sua atividade, subsídio este que foi duplicado anos mais tarde.
Em 1656, ele editou a De educandis Liberis de João Crisóstomo, em 1660 uma coleção de "Atos" de mártires. Em 1662, apareceu a Bibliotheca Patrum Concionatoria ("Biblioteca dos Pais [da Igreja] para pregadores"), uma obra rica e completa, preparada meticulosamente a partir de todos os manuscritos disponíveis até então e contendo um pequeno relato histórico de todos os autores cujo nome aparece na obra. Outra importante obra, Auctarium Novissimum Bibliothecae Patrum, foi lançada em Paris em 1672.
Os três anos seguintes testemunharam diversas publicações de Combefis. Em 1674, ele lançou Ecclesiastes Graecus, i.e. illustrium Graecorum Patrum ac oratorum digesti sermones ac tractatus. Em 1675, Theodoti Ancyrani adv. Nestorium liber et S. Germani patriarchae Constantinop. in S. Mariae Dormitionem et Translationem oratio historica e, no mesmo ano, uma edição das obras de Máximo, o Confessor, em dois volumes com uma tradução para o latim. Um terceiro volume de obras de Máximo estava pronto quando Combefis morreu.
Talvez a obra mais importante obra de Combefis seja a sua edição de Basílio Magno em dois volumes Basilius magnus ex integro recensitus, textus ex fide optimorum codicum ubique castigatus, auctus, illustratus, haud incerta quandoque condectura emendatus. Versiones recognitae (Paris, 1679). Ela demonstra a habilidade de Combefis no seu auge, mesmo tendo sido posteriormente superada pela edição Maurista (Paris, 1721-30).
Além destas e de diversas outras edições críticas dos Pais da Igreja, há também diversas obras polêmicas de Combefis.